# Domiz (Puebla del Brollón)
Domiz es una aldea española situada en la parroquia de Salcedo, del municipio de Puebla del Brollón, en la provincia de Lugo, Galicia.

## Geografía
Está situado a 620 metros de altitud.

## Demografía
| Gráfica de evolución demográfica de Domiz entre 2000 y 2020 |
|                                                             |
| Datos según el nomenclátor publicado por el INE.            |